# Creuzburg
Creuzburg est un quartier d'Amt Creuzburg, ville de Thuringe en Allemagne.